# 1998 في الأرجنتين
فيما يلي قوائم الأحداث التي وقعت خلال عام 1998 في الأرجنتين.

## سياسة

### تعيين في المنصب
- 10 ديسمبر – كارلوس خواريز عضو مجلس الشيوخ الأرجنتيني.

## رياضة
- 12 أبريل – جائزة الأرجنتين الكبرى 1998 الفائز مايكل شوماخر.

## برامج ومسلسلات وأنمي
- بنات الميتم

## مواليد

### أغسطس
- 20 أغسطس – كارلوس دانيال تابيا لاعب كرة قدم أرجنتيني.